# Paesi Bassi ai Giochi della IX Olimpiade
I Paesi Bassi parteciparono ai Giochi della IX Olimpiade, svoltisi ad Amsterdam, Paesi Bassi, dal 28 luglio al 12 agosto 1928,  
con una delegazione di 266 atleti, di cui 44 donne, impegnati in 17 discipline,
aggiudicandosi 6 medaglie d'oro, 9 medaglie d'argento e 4 medaglie di bronzo.

## Medagliere

### Per discipline
| Sport             | Oro | Argento | Bronzo | Totale |
| ----------------- | --- | ------- | ------ | ------ |
| Equitazione       | 2   | 1       | 1      | 4      |
| Ciclismo          | 1   | 3       | 0      | 4      |
| Nuoto             | 1   | 2       | 0      | 3      |
| Pugilato          | 1   | 0       | 1      | 2      |
| Ginnastica        | 1   | 0       | 0      | 1      |
| Vela              | 0   | 1       | 0      | 1      |
| Atletica leggera  | 0   | 1       | 0      | 1      |
| Hockey su prato   | 0   | 1       | 0      | 1      |
| Sollevamento pesi | 0   | 0       | 2      | 2      |
| Totale            | 6   | 9       | 4      | 19     |

### Medaglie
| Medaglia | Atleta | Sport             | Evento                           |
| -------- | --- | ----------------- | -------------------------------- |
| Oro      | Bernard Leene Daan van Dijk | Ciclismo          | Tandem                           |
| Oro      | Charles Pahud de Mortanges | Equitazione       | Concorso completo individuale    |
| Oro      | Charles Pahud de Mortanges Gerard de Kruijff Adolf van der Voort van Zijp | Equitazione       | Concorso completo a squadre      |
| Oro      | Estella Agsteribbe Jacomina van den Berg Alida van den Bos Petronella Burgerhof Elka de Levie Helena Nordheim Anna Polak Petronella van Randwijk Hendrika van Rumt Judikje Simons Jacoba Stelma Anna van der Vegt | Ginnastica        | Concorso a squadre femminile     |
| Oro      | Marie Braun | Nuoto             | 100 metri dorso femminili        |
| Oro      | Bep van Klaveren | Pugilato          | Pesi piuma                       |
| Argento  | Carolina Gisolf | Atletica leggera  | Salto in alto femminile          |
| Argento  | Antoine Mazairac | Ciclismo          | Velocità                         |
| Argento  | Gerard Bosch van Drakestein | Ciclismo          | Chilometro a cronometro          |
| Argento  | Janus Braspennincx Jan Maas Jan Pijnenburg Piet van der Horst | Ciclismo          | Inseguimento a squadre           |
| Argento  | Gerard de Kruijff | Equitazione       | Concorso completo individuale    |
| Argento  | Adriaan Katte Rein de Waal Ab Tresling Jan Ankerman Emile Duson Jan Brand August Kop Gerrit Jannink Paul van de Rovaart Robert van der Veen Haas Visser 't Hooft                                                  | Hockey su prato   | -                                |
| Argento  | Marie Braun | Nuoto             | 400 metri stile libero femminili |
| Argento  | Mietje Baron | Nuoto             | 200 metri rana femminili         |
| Argento  | Cornelis van Staveren Gerard Vries Lentsch Henk Kersken Johannes van Hoolwerff Lambertus Doedes Maarten de Wit | Vela              | 8 metri                          |
| Bronzo   | Jan van Reede Pierre Versteegh Gerard le Heux | Equitazione       | Dressage a squadre               |
| Bronzo   | Karel Miljon | Pugilato          | Pesi mediomassimi                |
| Bronzo   | Guus Scheffer | Sollevamento pesi | Pesi medi                        |
| Bronzo   | Jan Verheijen | Sollevamento pesi | Pesi massimi-leggeri             |

## Risultati

### Calcio
| Atleta | Classifica |                        |
| --- | --- | ---------------------- |
| V · D · M Nazionale olandese · Calcio ai Giochi Olimpici Estivi 1928 P de Boer · P van der Meulen · D Dénis · D van Kol · D van Run · C Kools · C Krom · C Massy · C Schipper · C Schreurs · C van Boxtel · C van der Zalm · C van Heel · A Buitenweg · A Elfring · A Freese · A Ghering · A Smeets · A Tap · A van de Griend · A Vis · A Weber · CT : Glendenning | 9° |                        |
| Nazionale olandese · Calcio ai Giochi Olimpici Estivi 1928 | |                        |
| P de Boer · P van der Meulen · D Dénis · D van Kol · D van Run · C Kools · C Krom · C Massy · C Schipper · C Schreurs · C van Boxtel · C van der Zalm · C van Heel · A Buitenweg · A Elfring · A Freese · A Ghering · A Smeets · A Tap · A van de Griend · A Vis · A Weber · CT: Glendenning                                                                       | P de Boer · P van der Meulen · D Dénis · D van Kol · D van Run · C Kools · C Krom · C Massy · C Schipper · C Schreurs · C van Boxtel · C van der Zalm · C van Heel · A Buitenweg · A Elfring · A Freese · A Ghering · A Smeets · A Tap · A van de Griend · A Vis · A Weber · CT: Glendenning | Paesi Bassi (bandiera) |

### Pallanuoto
| Atleta | Classifica |                        |
| --- | --- | ---------------------- |
| V · D · M Nazionale maschile olandese di pallanuoto · Giochi olimpici - Amsterdam 1928 K. Köhler · S. Köhler · Kuijper · Leenheer · van Olst · Scholte · H. van Senus · P. van Senus · van Silfhout · H. Minnes · Rijke · CT : - | 5° |                        |
| Nazionale maschile olandese di pallanuoto · Giochi olimpici - Amsterdam 1928 | |                        |
| K. Köhler · S. Köhler · Kuijper · Leenheer · van Olst · Scholte · H. van Senus · P. van Senus · van Silfhout · H. Minnes · Rijke · CT: -                                                                                         | K. Köhler · S. Köhler · Kuijper · Leenheer · van Olst · Scholte · H. van Senus · P. van Senus · van Silfhout · H. Minnes · Rijke · CT: - | Paesi Bassi (bandiera) |